# VV Grimma
Der Volleyballverein Grimma, kurz VV Grimma oder VVG, ist ein Volleyball-Verein aus Grimma in Sachsen.

## Geschichte
Die Volleyball-Frauenmannschaft des Hohnstädter SV stieg 1998 in die 2. Bundesliga auf. 2004 wurde der VC Muldental Grimma gegründet. Dabei wurde die Mannschaft in einen eigenen Verein überführt, um den weiteren Sparten des Hohnstädter SV keinem finanziellen Risiko auszusetzen. 2005 stieg die Frauen-Mannschaft in die 1. Bundesliga auf. Als der sportliche Erfolg ausblieb und die Mannschaft wieder abstieg, führte dies zu finanziellen Schwierigkeiten, sodass der VC Muldental Grimma Insolvenz anmelden musste und sich später auflöste.
In Folge der Insolvenz des VC Muldental Grimma wurde am 12. Juni 2006 der Volleyballverein Grimma gegründet, um die erfolgreiche Jugendarbeit nicht zu gefährden. Aus der Jugendabteilung der Grimmaschen Vereine stammen Spielerinnen wie Magdalena Gryka und Sandra Seyfferth. Zudem wollte man so den überregionalen Volleyball in Grimma erhalten. In der Folge wurden die bestehenden Strukturen und Mitglieder weitestgehend in den neuen Verein übernommen, sodass der VV Grimma das Zweitliga-Spielrecht des VC Muldental Grimma von der Volleyball-Bundesliga übertragen bekam.
Zur Saison 2006/07 wurde der VV Grimma in die Südstaffel der 2. Bundesliga einsortiert und belegte in dieser Spielzeit den zehnten Platz. In beiden darauffolgenden Spielzeiten konnte man sich mit dem fünften bzw. vierten Platz in der Spitzengruppe der 2. Bundesliga etablieren. In der Saison 2009/10 gewannen die Volleyballerinnen aus Grimma hinter den Lokalrivalen SWE Volley-Team die Vizemeisterschaft. In der darauffolgenden Saison belegte man hinter SV Lohhof und den DJK Augsburg-Hochzoll den dritten Platz in der 2. Bundesliga Süd.
Mit 42:6 Punkten sicherte sich der VV Grimma in der Saison 2011/12 die Meisterschaft in der 2. Bundesliga Süd vor den aus der 1. Liga abgestiegenen Favoriten SWE Volley-Team und Allgäu Team Sonthofen. Auf das Aufstiegsrecht verzichtete die Mannschaft aus Grimma aufgrund fehlender finanzieller Mittel und für einen Profibetrieb fehlender Strukturen. In der darauffolgenden Saison konnten die Volleyballerinnen aus Grimma ihren Meistertitel vor dem SV Lohhof und dem Allgäu Team Sonthofen verteidigen. Erneut wurde auf den Aufstieg verzichtet.
Mit dem vierten Platz verpasste der VV Grimma in der Saison 2013/14 eine erneute Titelverteidigung. In der Folge schwankten die Abschlussplatzierungen der Volleyballerinnen aus Grimma zwischen 2014 und 2019 zwischen Spitzengruppe und Mittelfeld der 2. Bundesliga. Zur Saison 2019/20 übernahm mit Ronny Lederer ein alter Bekannter, welcher bereits beim Bundesliga-Abenteuer des VC Muldental Grimma als Co-Trainer fungierte, das Cheftraineramt beim VV Grimma. Er führte das Team um Elena Kömmling und Steffi Kuhn auf den ersten Platz nach 18 Spielen. Durch den coronabedingten Abbruch der Saison verpasste die Mannschaft den Meistertitel in der 2. Bundesliga Süd.
Zur Saison 2020/21 wurde die Zusammenarbeit der Vorwärts Sachsen Förderlotterie mit dem VV Grimma bekannt geben. In Folge der Zusammenarbeit nimmt die erste Mannschaft des Vereins ab dieser Saison unter den Namen „Vorwärts Sachsen Volleys Grimma“ am Spielbetrieb teil. Nach zwei Spielzeiten endete die gemeinsame Zusammenarbeit und zur Saison 2022/23 wurde die ESA Elektroschaltanlagen Grimma GmbH der neue Haupt- und Namenssponsor des Vereins, wodurch die erste Mannschaft unter den Namen „ESA Grimma Volleys“ am Spielbetrieb teilnehmen. Zur Saison 2023/24 entschied sich der Verein aus Grimma den Weg in die neu gegründete 2. Bundesliga Pro zu gehen und in der Folge gründete der Verein zur weiteren Professionalisierung mit der VV Grimma Bundesliga GmbH, welche am 25. Oktober 2023 in das Handelsregister B des Amtsgerichts Leipzig eingetragen wurde, eine Spieltriebs-GmbH. Die erste Saison in der neuen bundesweiten Liga konnte das Team um Sophie Dreblow und Lina-Marie Lieb auf dem vierten Platz beenden.

## Erfolge
- 2010: Vizemeisterschaft 2. Bundesliga Süd
- 2012: Meisterschaft 2. Bundesliga Süd
- 2013: Meisterschaft 2. Bundesliga Süd
- 2023: Aufstieg 2. Bundesliga Pro

## Bekannte Spielerinnen
- Susanne Besa (2014–2016)
- Sophie Dreblow (seit 2023)
- Magdalena Gryka (bis 2008)
- Maria Kleefisch (2011–2013)
- Elena Kömmling (2019–2021)

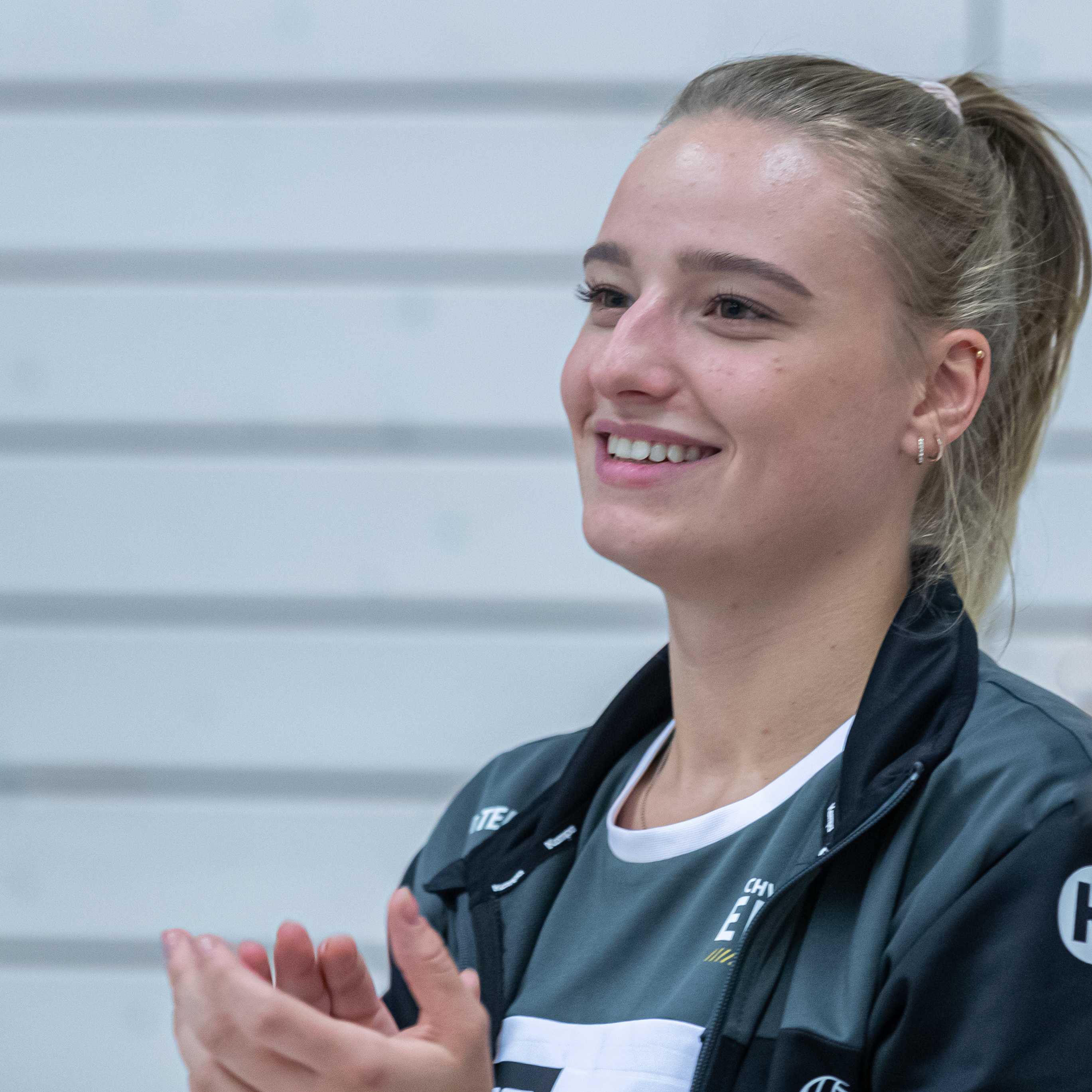
Elena Kömmling

- Steffi Kuhn (2015–2017 und 2019–2020)
- Lina-Marie Lieb (2022–2024)
- Franca Merte (2023–2024)
- Sophie Schellenberger (2009–2012)
- Kristin vom Schemm (seit 2024)
- Deborah Scholz (2020–2021)
- Sandra Seyfferth (bis 2008, 2012–2013, 2018–2019, seit 2024)
- Corina Ssuschke-Voigt (2016)

## Spielstätte
Die Volleyball-Heimspiele werden in der GGI-Muldentalhalle, welche sich in der Südstraße 80 in Grimma befindet, ausgetragen. In der Saison 2020/21 musste der Verein kurzfristig in die Turn- und Sporthalle des Grimmaer Seume-Gymnasiums umziehen, da die Muldentalhalle als Corona-Impfzentrum genutzt wurde.